# 委内瑞拉美洲邦联
委内瑞拉美洲邦联（西班牙語：Confederación Americana de Venezuela）是南美洲历史上一个未受国际普遍承认国家，位于西班牙帝国委内瑞拉都督府辖区内，由委内瑞拉爱国者在《委内瑞拉独立宣言》颁布后建立，包括委内瑞拉第一共和国、委内瑞拉第二共和国和委内瑞拉第三共和国三个时期。